# Nagelbed
Het nagelbed of lectulus unguis is een weefsel onder en achter de nagel, waar de nagel uitgroeit. 
Een aandoening aan nagel en nagelbed wordt onychopathie genoemd.